# Stigmaphyllon taomense
Stigmaphyllon taomense är en tvåhjärtbladig växtart som först beskrevs av Baker f., och fick sitt nu gällande namn av C.E.Anderson. Stigmaphyllon taomense ingår i släktet Stigmaphyllon och familjen Malpighiaceae. Inga underarter finns listade i Catalogue of Life.